# Joachim Durand
Pour les articles homonymes, voir Durand.
Joachim Durand (1903-1993) est un écrivain et haut fonctionnaire français.

## Biographie
Fils d'un mineur mort accidentellement alors qu'il avait deux ans, Joachim Durand naît le 20 mars 1903 à Laval-Pradel.
Il fait ses études secondaires au lycée de garçons de Nîmes, puis obtient le diplôme de l'École libre des sciences politiques, puis mène une carrière de haut fonctionnaire, et devient directeur au ministère de la Marine. Il adhère aussi au Parti socialiste dès 1925.
S'intéressant à la langue d'oc, il donne surtout une « véritable galerie de portraits de littérateurs, d'hommes et de femmes politiques, de figures historiques ». Étendant ses regards vers l'Angleterre et l'Italie, il évoque aussi les figures de William Pitt, Horatio Nelson ou Virginia de Castiglione.
Élu à l'Académie de Nîmes en 1968, il la préside en 1978.
Il meurt en 1993.

## Ouvrages
- Études et Portraits (préf. Georges Bruguier), Nîmes, Larguier, 1931 (BNF 32285379).
- Languedoc et Provence : Alphonse Daudet, le marquis d'Aubais, Jean-François Séguier, Théodore Aubanel, les poétesses provençales du Moyen Âge à nos jours, Nîmes, Le Castellum, 1978 (BNF 34597720).
- Derniers feuillets : portraits, récit et nouveaux préceptes de vie, Nîmes, Bené, 1980 (BNF 34641613).
- Littérature et politique mêlées, Nîmes, Le Castellum, 1982 (BNF 34734539).
- Les Militants socialistes gardois de la période 1878-1928, Nîmes, Compo, 1986 (BNF 34970108).
- Ultime contribution : souvenirs, Nîmes, Lacour, 1989  (ISBN 2-86971-146-8).

## Décoration
- Commandeur de la Légion d'honneur (1989)[4].